# Thomas Gravesen
Thomas Gravesen (Vejle, 11 de març de 1976) és un exfutbolista internacional danès. Habitualment jugava de centrecampista defensiu. Va anunciar la seva retirada el 27 de gener de 2009.

## Trajectòria

### Primers anys
Gravesen va començar la seva carrera futbolística al club de la seva ciutat natal, el Vejle Boldklub de la Superlliga danesa. Al Vejle Boldklub va jugar com a migcentre defensiu o de lliure, i després d'aconseguir el subcampionat de lliga, va fitxar pel conjunt alemany del Hamburger SV el 1997. Amb l'equip d'Hamburg va jugar durant tres anys un total de 94 partits, marcant tres gols.

### Everton FC
Després de l'Eurocopa 2000, el jugador danès va fitxar per l'Everton Football Club de la FA Premier League anglesa, guanyant-se ràpidament la simpatia dels seguidors.
Gravesen aviat va ser una peça fonamental a l'equip de Liverpool, jugant a la posició de migcampista ofensiu. El 14 de gener de 2005 va fitxar pel Reial Madrid CF per 2,5 milions de lliures.

### Reial Madrid
Al Reial Madrid, va jugar a la posició de migcampista defensiu, vacant des de la marxa de Claude Makélélé. Encara que no destacava per les seves qualitats ofensives, sinó per un joc defensiu molt agressiu, va aconseguir marcar un gol davant del RCD Espanyol.
Amb la destitució de Vanderlei Luxemburgo, que l'havia deixat com a suplent regularment, va estar a punt d'abandonar l'entitat blanca per tornar a la Premier League, especialment davant l'interès del Manchester United FC. Però el nou entrenador, López Caro, va tornar a comptar amb ell amb un nou sistema tàctic, el 4-1-4-1, on Gravesen jugaria de pivot defensiu. Al final de la temporada, amb l'arribada d'un nou president, Ramón Calderón, i un nou entrenador, Fabio Capello, que volia com a centrecampista defensiu a Emerson, el Real Madrid va decidir vendre a Gravesen, despertant l'interès de diversos clubs com el Newcastle United FC o el Celtic de Glasgow.

### Celtic FC
El 30 d'agost de 2006, Gravesen va signar un contracte per a tres anys, amb opció a un altre) amb el club escocès. Va marcar el seu primer gol al derbi contra el Rangers de Glasgow el 23 de setembre següent, aconseguint un hat-trick contra el St Mirren el 12 de novembre. Després d'aquest començament prometedor, va ser substituït per l'internacional neerlandès Evander Sno.
Durant la temporada 2007-08, Gravesen va continuar sense fer-se un lloc com a titular a l'equip escocès, disputant-se les dues places de centrecampista amb Paul Hartley, Scott Brown, Massimo Donati i Evander Sno. A final d'agost va marxar cedit a l'Everton FC.
Al seu primer partit al que va ser el seu club entre 2000 i 2005, va aconseguir marcar el gol de la victòria al minut 90, davant el Bolton Wanderers. Al final de la temporada 2007-08, entrenador de l'Everton va confirmar que el futbolista danès tornaria al Celtic.
El 18 d'agost de 2008, un cop tornat a la disciplina del Celtic, Thomas Gravesen va arribar a un acord per sortir de l'equip.
El 27 de gener de 2009, Thomas Gravesen va anunciar la seva retirada del futbol professional, al no trobar equip després de la seva marxa del Celtic FC.

## Trajectòria internacional
Va jugar 66 partits amb la selecció danesa des del seu debut a l'agost de 1998 fins a la seva retirada al setembre de 2006, marcant cinc gols.
Va representar Dinamarca al Campionat d'Europa de 2000, la Copa del Món de 2002 i al Campionat d'Europa de 2004.
Gravesen debutà amb la selecció absoluta a un partit amistós davant la República Txeca el 19 d'agost de 1998, perdent per 0-1. Thomas va ser convocat per a jugar el Campionat d'Europa de 2000 pel seleccionador Bo Johansson.
Mentre jugava a l'Everton, el posterior seleccionador Morten Olsen, va decidir confiar en Gravesen, siguent una de les peces clau durant la Copa del Món de 2002 i l'Eurocopa de 2004.
El 15 de setembre de 2006, Gravesen va anunciar la seva decisió de finalitzar la seva carrera com a internacional de la selecció danesa, per centrar els seus esforços al seu nou club, el Celtic de Glasgow.

### Gols internacionals
Anotacions jugant amb la selecció danesa
| # | Data                | Ciutat                 | Rival     | Anotació | Resultat | Competició                                  |
| - | ------------------- | ---------------------- | --------- | -------- | -------- | ------------------------------------------- |
| 1 | 6 d'octubre de 2001 | Copenhaguen, Dinamarca | Islàndia  | 3-0      | 6-0      | Classificació per a la Copa del Món de 2002 |
| 2 | 6 d'octubre de 2001 | Copenhaguen, Dinamarca | Islàndia  | 4-0      | 6-0      | Classificació per a la Copa del Món de 2002 |
| 3 | 29 de març de 2003  | Bucarest, Romania      | Romania   | 2-2      | 5-2      | Classificació per a l'Eurocopa 2004         |
| 4 | 30 d'abril de 2003  | Copenhaguen, Dinamarca | Ucraïna   | 1-0      | 1-0      | Amistós                                     |
| 5 | 11 de juny de 2003  | Luxemburg, Luxemburg   | Luxemburg | 2-0      | 2-0      | Classificació per a l'Eurocopa 2004         |

## Palmarès
- Superlliga danesa: subcampió a la 1996-97 amb el Vejle BK
- Primera División: subcampió a la temporada 2004-05 i 2005-06, amb el Reial Madrid
- Scottish Premier League: campió a la 2006-07 amb el Celtic de Glasgow